# Kentropyx
Kentropyx — рід ящірок родини теїдових (Teiidae). Представники цього роду мешкають в Південній Америці та на Карибах.

## Опис
Загальна довжина представників роду Kentropyx становить 10-15 см. Верхня частина тіла у них сіра, коричнева або бура, на боках або вздовж тіла ідуть смуги. нижня частина тіла рожева або білувата. Голова зеленувата з різноманітними відтінками. Хвіст довгий, тонкий, кінцівки добре розвинені. У більшості представників роду третій палець довгий за інші. Луски на череві мають добре розвинені поздовжні кілі.
Представники роду Kentropyx поширені переважно в Амазонії і Гвіані. Вони живуть у вологих тропічних лісах, часто поблизу водойм. Ховаються серед листя, трави, під корінням. Живляться комахами, равликами, іншими безхребетними, а також плодами. Відкладають яйця, в кладці до 4 яєць. Деякі види розмножуються шляхом партеногенезу.

## Види
Рід Kentropyx нараховує 9 видів:
- Kentropyx altamazonica (Cope, 1876)
- Kentropyx borckiana (W. Peters, 1869)
- Kentropyx calcarata Spix, 1825
- Kentropyx lagartija Gallardo, 1962
- Kentropyx paulensis (Boettger, 1893)
- Kentropyx pelviceps (Cope, 1868)
- Kentropyx striata (Daudin, 1802)
- Kentropyx vanzoi Gallagher & Dixon, 1980
- Kentropyx viridistriga (Boulenger, 1894)

## Етимологія
Наукова назва роду Kentropyx походить від сполучення слів дав.-гр. κεντρον — шип, гострий кінець і πυξ — зад.